# Бенгтшер
Бенгтшер (швед. Bengtskär, фин. Bengtskär) — самый южный из обитаемых остров Финляндии.
Остров расположен в шхерах, в 25 км от Ханко, и до него ходит паром из Каснес. Площадь острова составляет 2 гектара.
Главной достопримечательностью острова является самый высокий в Скандинавии маяк высотой 56 метров. Маяк принадлежит университету Турку, а в здании смотрителя устроен музей и небольшая гостиница. Посещение открыто ежедневно с июня по сентябрь.
26 июля 1941 года в ходе советско-финской войны советские войска предприняли попытку захватить Бенгтшер и взорвать маяк, однако финский гарнизон острова сумел отбить нападение. Обе стороны потеряли по несколько десятков человек убитыми, 28 советских военных были взяты в плен. Маяк был повреждён, но не разрушен.